# Aquiles Serdán (Xalisco)
Aquiles Serdán, es un poblado rural perteneciente al municipio de Xalisco, en el estado de Nayarit, México. Ubicado a 6 kilómetros de la cabecera municipal y a 13 de la capital del estado.

## Toponimia
El nombre Aquiles Serdán es en honor a Aquiles Serdán precursor de la Revolución mexicana.

## Historia
El territorio en el que actualmente está establecido el ejido de Aquiles Serdán formó parte de la hacienda de San José de Costilla, fundada a principios del siglo XVII. 
La fundación de Aquiles Serdan se remonta a los albores del siglo XX, con el arribo de los primeros pobladores por esas tierras, la mayoría antiguos trabajadores del ferrocarril y de la Hacienda de Costilla. Por muchos años lo que hoy es Aquiles Serdán fue conocido como "Colonias", mote que conserva hasta el día de hoy (usado en el ámbito local e informal), al ser parte del ejido de Xalisco. El 18 de noviembre de 1945 se da la repartición de tierras y la creación del ejido de Aquiles Serdán en honor a Aquiles Serdán, importante precursor de la revolución mexicana. Desde la segunda mitad siglo XX el poblado ha experimentado inmigración de otras entidades del país, principalmente de trabajadores agrícolas. 

### Educación
Para la impartición de la educación el poblado dispone de una escuela de nivel preescolar, una primaria y una  secundaria.
El índice de analfabetismo es del 0,2%.

### Salud
El poblado no cuenta con un Centro de Salud por lo que las personas tiene que acudir al municipio de Xalisco para ser revisadas.

### Vivienda
El poblado cuenta con 343 viviendas, de las cuales alrededor del 98% son propias. El tipo de construcción predominante es a base de ladrillo o bloque, no observándose ningún estilo en particular. El 80% de las viviendas cuentan con drenaje, el 70% con agua entubada y el 96% con energía eléctrica.

### Servicios Públicos
El ejido cuenta con los servicios de:
- Agua potable a cargo del municipio de Xalisco.
- Mantenimiento de la plaza pública  a cargo de acción ciudadana.-LAS PRO-
- Recolección de basura a cargo del ayuntamiento de Xalisco.

## Medios de comunicación
En telefonía por parte de la compañía Telmex.(en algunas casas)
También hay sistemas de televisión por  Satélite como:
- SKY
- Dish México
- Megacable

Transmiten Canales Nacionales e Internacionales de paga.
En Telefonía Celular se encuentran compañías como:
- Telcel
- Movistar
- Iusacell
- Unefón
- Nextel

## Medios de transporte

### Terrestre
- "Carretera Federal 200" Tepic - Puerto Vallarta.
- "Carretera Estatal " Aquiles Serdan-Entronque Carretera Pantanal-Costilla
- Caminos de terracería que comunican con poblados aledaños como Pantanal, Emilano Zapata (Majadas), Testerazo, La Curva y Estación Costilla.

### Férrea
El ferrocarril del Pacífico de  Ferromex, que parte de Guadalajara hacia Nogales, tiene una estación en el vecino poblado de Estación Costilla. Se espera la construcción de un nuevo patio ferroviario de maniobras en terrenos pertenecientes a Aquiles Serdán y Estación Costilla como reemplazo de la antigua estación en dicho poblado.

### Principales vialidades
Estas son las Principales Vialidades de la Localidad de Aquiles Serdan:
- Boulevard 18 de Noviembre
- Avenida 20 de Noviembre
- Avenida Independencia
- Avenida Emiliano Zapata

## Parques, jardines y plazas
Estos son las plazas, Jardines y parques de mayor reconocimiento y atracción turística de Aquiles Serdan:
- Plaza Aquiles Serdán.

## Deporte
En la localidad de Aquiles Serdan se practican diversos deportes como: Béisbol, Voleibol, Baloncesto, Fútbol, Atletismo y Frontón entre otros deportes.

### Infraestructura deportiva
De la infraestructura deportiva destacan:
- Estadio de Béisbol ``DON CEBOLLO´´
- Pista de atletismo de la SEGAS (Secundaria General Aquiles Serdan)
- Cancha multiusos de la plaza AQUILES SERDAN